# Satoshi Osaki
Satoshi Osaki (大崎悟史, Ōsaki Satoshi ; Sakai, 12 april 1983) is een Japanse langeafstandsloper, die zich heeft gespecialiseerd in de marathon. Hij werd eenmaal Aziatisch kampioen in deze discipline.

## Loopbaan
In 1994 boekte hij zijn eerste internationale succes door zilver te winnen op de 5000 m bij de wereldjeugdkampioenschappen in Jakarta. Met een tijd van 14.38,38 finishte hij achter de Chinees Xia Fengyuan (goud; 14.29,39) en voor de Koreaan O Seong-Geun (brons; 14.40,15).
Zijn grootste succes boekte hij in 2002 bij de Aziatische kampioenschappen op de marathon. Hij won een gouden medaille. Met een tijd van 2:16.46 bleef hij zijn landgenoot Kurao Umeki (zilver; 2:18.03) en de Myanmarees Maung Maung Nge (brons; 2:23.15) voor. In 2004 werd hij tweede op de marathon van Tokio en de marathon van Osaka.
Op de wereldkampioenschappen van 2007 in Osaka finishte hij als zesde achter zijn landgenoot Tsuyoshi Ogata. In 2008 werd Usaki, net als twee jaar eerder, derde op de marathon van Lake Biwa en verbeterde hij zijn persoonlijk record tot 2:08.36. Vanwege deze prestatie werd hij genomineerd voor de Olympische Spelen van Peking. Daar moest hij wegens blessures echter aan de start verstek laten gaan.

## Titels
- Aziatisch kampioen marathon - 2002

## Persoonlijke records
Baan
| Onderdeel | Prestatie | Datum            | Plaats   |
| --------- | --------- | ---------------- | -------- |
| 1500 m    | 3.48,90   | 1 augustus 1994  | Toyama   |
| 5000 m    | 13.49,95  | 10 april 2004    | Kumamoto |
| 10.000 m  | 28.34,63  | 29 november 2003 | Yokohama |

Weg
| Onderdeel      | Prestatie | Datum         | Plaats    |
| -------------- | --------- | ------------- | --------- |
| 20 km          | 59.16     | 11 maart 2007 | Yamaguchi |
| halve marathon | 1:02.24   | 11 maart 2007 | Yamaguchi |
| 25 km          | 1:15.02   | 2 maart 2008  | Otsu      |
| 30 km          | 1:30.20   | 2 maart 2008  | Otsu      |
| marathon       | 2:08.36   | 2 maart 2008  | Otsu      |

## Palmares

### 5000 m
- 1994:  Aziatische jeugd kamp. in  Jakarta - 14.38,38

### 10 Eng. mijl
- 1996: 32e Karatsu - 49.02
- 2006: 5e Himeji Castle - 47.15
- 2008: 4e Himeji Castle - 47.46
- 2011: 8e Himeji Castle - 47.46

### halve marathon
- 1998: 12e halve marathon van Nagoya - 1:03.53
- 2000: 4e halve marathon van Oita - 1:04.29
- 2000: 50e halve marathon van Sapporo - 1:05.35
- 2001:  halve marathon van Osaka - 1:02.56
- 2001: 42e halve marathon van Yamaguchi - 1:03.28
- 2001: 32e halve marathon van Sapporo - 1:04.47
- 2005: 16e halve marathon van Sapporo - 1:03.43
- 2006: 15e halve marathon van Sapporo - 1:03.19
- 2007: 14e halve marathon van Yamaguchi - 1:02.24
- 2008: 18e halve marathon van Sapporo - 1:03.10
- 2011: 14e halve marathon van Sapporo - 1:04.39

### marathon
- 2000: 14e marathon van Otsu - 2:13.49
- 2001: 9e marathon van Nagano - 2:18.25
- 2001: 13e marathon van Fukuoka - 2:16.08
- 2002:  Aziatische kamp. in Hong Kong - 2:16.46 (5e overall)
- 2002:  marathon van Hofu - 2:09.38
- 2003: 12e marathon van Berlijn - 2:12.07
- 2004:  marathon van Tokio - 2:08.46
- 2004:  marathon van Fukuoka - 2:10.56
- 2006:  marathon van Otsu - 2:10.49
- 2006:  Aziatische Spelen in Doha - 2:15.36
- 2007: 6e WK in Osaka - 2:18.06
- 2008:  marathon van Otsu - 2:08.36
- 2008: DNS OS in Peking
- 2013: 31e marathon van Otsu - 2:17.38
- 2016:  marathon van Izumisano - 2:25.49